# Jean-Paul Tony Helissey
Jean-Paul Daniel Cédric Tony Helissey (ur. 28 marca 1990 w Pointe-à-Pitre) – francuski szermierz, florecista, srebrny medalista olimpijski.
Podczas igrzysk olimpijskich w Rio de Janeiro w 2016 roku reprezentanci Francji w składzie: Jérémy Cadot, Enzo Lefort, Erwann Le Péchoux i Jean-Paul Tony Helissey wywalczyli srebrny medal drużynowo. W rywalizacji indywidualnej nie wystartował.
Ponadto wywalczył brązowy medal w zawodach indywidualnych podczas igrzysk europejskich w Baku (2015). W zawodach tych lepsi byli jedynie Włoch Alessio Foconi i Rosjanin Timur Arsłanow.  Nie zdobywał medali na mistrzostwach świata.